# 미야노조정
미야노조정(일본어: 宮之城町)은 일본 가고시마현 사쓰마군에 존재했던 정이다. 2005년 3월 22일에, 쓰루타정, 사쓰마정과 합병, 사쓰마정이 되었다. 현재의 사쓰마정 미야노조 지역에 해당한다.
가구야 공주의 마을이라고도 불리며, 대나무 숲의 마을로 유명했다. 온천지로도 유명하다.

## 역사
- 1899년 4월 1일 - 정촌제 시행에 따라 미야노조촌이 성립하였다.
- 1919년 7월 1일 - 정으로 승격해 미야노조정이 되었다.
- 1954년 10월 15일 - 사시촌을 편입하였다.
- 2005년 3월 22일 - 쓰루타정, 사쓰마정과 신설합병해, 사쓰마정이 되었다.

## 교통

### 도로
- 국도 267호선
- 국도 328호선
- 국도 504호선

## 참고 문헌
- 角川日本地名大辞典編纂委員会,『角川日本地名大辞典 鹿児島県』1983, 角川書店